# 聖菲洛梅納
聖菲洛梅納（葡萄牙語：Santa Filomena）是巴西的城鎮，位於該國東北部，由皮奧伊州負責管轄，始建於1938年，面積5,285平方公里，2010年人口6,096，人口密度每平方公里1.15人。